# Götz von Berlichingen (Goethe)

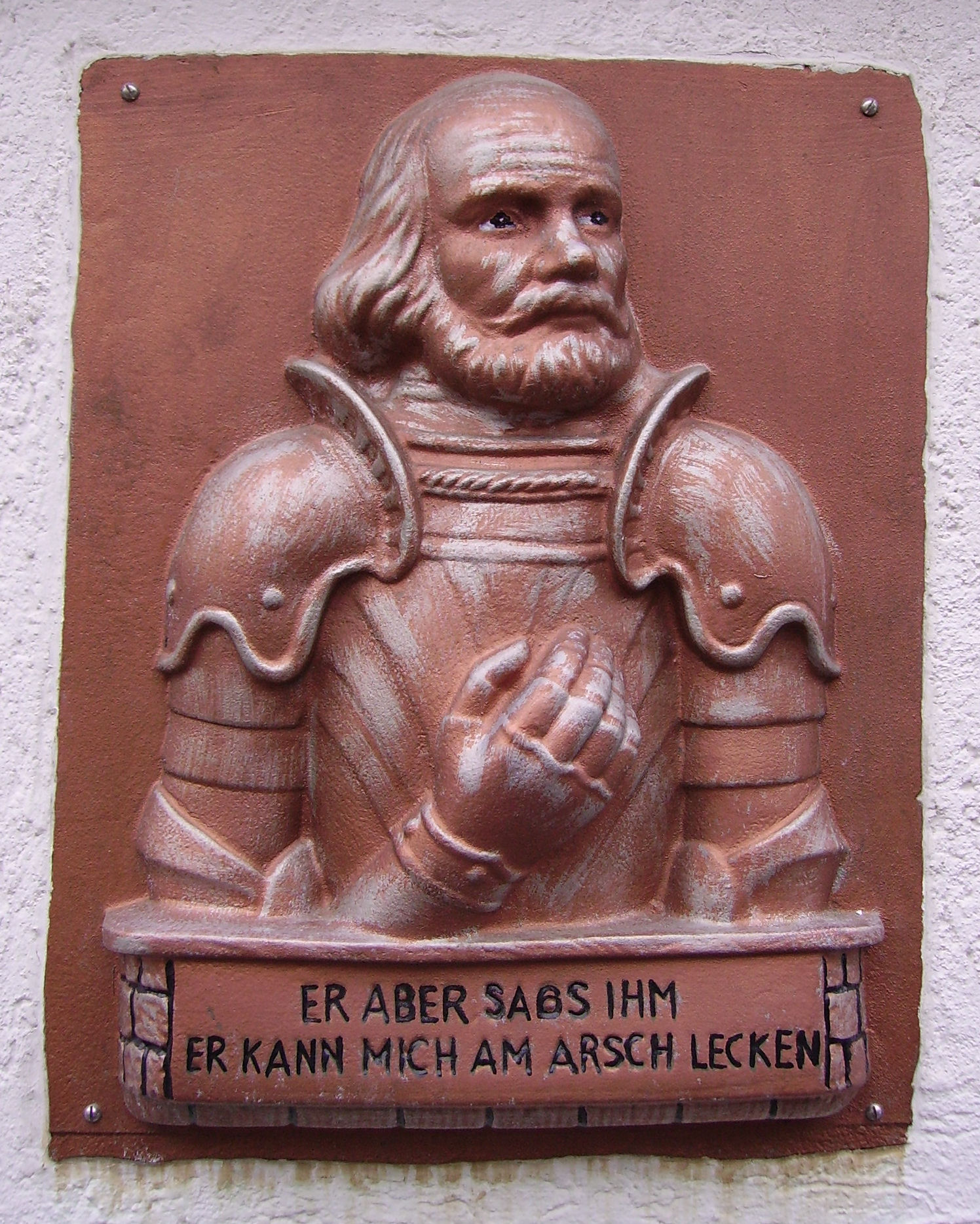
Götz von Berlichingen, met het onderschrift: "Maar hij, zeg hem, kan m'n aars likken"

Götz von Berlichingen met de ijzeren hand is een toneelstuk uit 1773 van Johann Wolfgang Goethe, gebaseerd op het leven van de ridder Götz von Berlichingen (ca. 1480 - 1563). Het stuk behoort nog duidelijk tot de Sturm und Drangstijl. Het is een atektonisch stuk, hetgeen betekent dat het een ongebonden en open stuk is. 
Götz von Berlichingen bestaat uit 56 losse elkaar chronologisch opvolgende dramatische taferelen. Aangezien Goethe zich in het stuk afzet tegen het Frans-classicisme, is er geen eenheid van tijd, plaats of handeling. 
Het verhaal gaat over de ridder Götz, die in conflict raakt met de machthebbers. Zijn tegenstrever is Weislingen, die onbetrouwbaar is en vooral naar geld en macht verlangt. Bij een boerenopstand kiest Götz de kant van de boeren in de hoop dat hij wat rechtvaardigheid kan brengen in hun bestaan. Maar hij faalt in zijn operatie en Götz wordt vermoord door de keizerlijke troepen onder leiding van Weislingen. Hij sterft terwijl hij het woord 'vrijheid' mompelt. Weislingen wordt op zijn beurt vermoord door zijn eerzuchtige vrouw door middel van vergiftiging.
Het werk is een pleidooi voor meer godsdienstvrijheid (Duitsland bestond in die tijd uit zo'n 300 aparte vorstendommen, die bestonden uit protestanten en katholieken en waar aanhangers van een andere richting dan die van de machthebbers vervolgd werden) en voor meer rechten voor de boeren.
Dit theaterstuk is volks en gedeeltelijk in dialect geschreven; een en ander samenhangend met Goethes toenmalige drang naar artistieke vrijheid.